# David-Lee Paton
David-Lee Paton (* 16. Mai 1985 in Hannover) ist ein ehemaliger deutsch-britischer Eishockeytorwart, der im Laufe seiner Karriere unter anderem für die Roten Teufel Bad Nauheim in der Oberliga und die Dresdner Eislöwen in der 2. Bundesliga aktiv war.

## Karriere
David-Lee Paton entstammt einer walisischen Familie aus Cardiff. Während des Militärdienstes seines Vaters wurde er 1985 in Hannover geboren. Im Alter von fünf Jahren begann er mit dem Eishockeysport und spielte bei den Eishockeyvereinen Herforder EG, EHC Unna und EC Bergkamen. Im Alter von zwölf Jahren wurde sein Vater in Iserlohn stationiert, so dass Paton in den Nachwuchs des Iserlohner EC wechselte. Nach vier Jahren im Verein wurde er in der Spielzeit 2002/03 bei den Iserlohn Roosters in der Deutschen Eishockey Liga (DEL) als Ersatztorwart eingesetzt. Dabei lernte er viel vom damaligen Stammtorhüter, Jimmy Waite. 2005 entschied er sich zu einem Wechsel zu den Revierlöwen Oberhausen, bevor er 2006 von den Roten Teufeln Bad Nauheim verpflichtet wurde.
In Bad Nauheim entwickelte Paton sich weiter und wurde in der Spielzeit 2007/08 Stammtorhüter der „Roten Teufel“. Nachdem er eine persönlich erfolgreiche Saison gespielt hatte, wurde er im Sommer 2008 vom Zweitliga-Aufsteiger Dresdner Eislöwen verpflichtet. Im Rahmen einer Kooperation wurde er zudem mit einer Förderlizenz für die Hamburg Freezers ausgestattet, kam aber zu keinem DEL-Einsatz. Für Dresden spielte er in der Saison 2008/09 in der 2. Bundesliga nur drei Mal, sodass er sich für die Saison 2009/10 den Young Lions Frankfurt aus der Eishockey-Regionalliga anschloss. In der Saison 2010/11 lief er für den Königsborner JEC in der Oberliga auf. Anschließend zog er sich vom Spielbetrieb zurück, ehe er zwischen 2014 und 2017 für die zweite Mannschaft der Roten Teufel Bad Nauheim in der Regionalliga West auflief. Zwischen 2018 und 2021 gehörte er zum erweiterten Kader des EC Bad Nauheim, kam jedoch zu keinen Einsätzen mehr.

## Karrierestatistik
(Legende zur Torhüterstatistik: GP oder Sp = Spiele insgesamt; W oder S = Siege; L oder N = Niederlagen; T oder U oder OT = Unentschieden oder Overtime- bzw. Shootout-Niederlage; Min. = Minuten; SOG oder SaT = Schüsse aufs Tor; GA oder GT = Gegentore; SO = Shutouts; GAA oder GTS = Gegentorschnitt; Sv% oder SVS% = Fangquote; EN = Empty Net Goal; 1 Play-downs/Relegation; Kursiv: Statistik nicht vollständig)